# عبد الحميد بيليسي
عبد الحميد بيليسي (مواليد 1970 في إسطنبول) صحفي تركي ومدير إعلامي. كان بيليسي أحد الشخصيات الإعلامية التركية البارزة والمؤثرة، بصفته آخر رئيس تحرير لصحيفة زمان، الصحيفة الأكثر تداولًا في البلاد والرئيس التنفيذي لمنشورات فيزة التي احتلت المرتبة 244 بين أفضل 500 شركة حسب معيار ISO500 لغرفة صناعة إسطنبول. وقبل ذلك، كان المدير العام لوكالة جيهان للأنباء، التي كانت في السابق ثاني أكبر وكالة أنباء في البلاد، وكذلك كاتب عمود في كل من صحيفة زمان اليومية ونسختها باللغة الإنجليزية، تودايز زمان. استولت حكومة أردوغان على صحف بيليسي عقب غارة وحشية في 5 مارس 2016 وتم إغلاق مجموعة فيزة الإعلامية بعد محاولة انقلاب فاشلة في يوليو 2016. وفي هذه الظروف، أُجبر على الذهاب إلى المنفى تحت التهديد بإصدار أمر اعتقال.
بيليسي خبير في السياسة التركية ويواصل مسيرته الصحفية من خلال كتابة مقالات مستقلة لمختلف وسائل الإعلام، ومحاضرات في جامعات مختلفة ويتحدث في المؤتمرات المتعلقة بحرية الصحافة وتركيا والسياسة الداخلية والخارجية. في الآونة الأخيرة، تحدث في مؤتمرات في أكثر من 20 ولاية في أمريكا وهو معلق متكرر في القنوات التلفزيونية مثل بي بي سي وسي بي إس والجزيرة وسكاي نيوز وغيرها.
هو يتحدث الإنجليزية. بيليسي متزوج وله طفلان.

## النشأة
حضر بيليسي التعليم الابتدائي في إسطنبول وتخرج من المدرسة الثانوية في أرضروم. قرأ للحصول على بكالوريوس العلوم السياسية وقسم العلاقات الدولية في جامعة بوغازجي عام 1993. حصل على درجة الماجستير من قسم الاقتصاد في جامعة إسطنبول بعنوان أطروحة «هيكل الطاقة في تركمانستان والغاز الطبيعي». هو حاليًا طالب دكتوراه في قسم العلاقات الدولية في نفس الجامعة. بيليسي حاصل أيضًا على درجة الماجستير في إدارة الأعمال من كلية الإدارة في جامعة الفاتح.

## المسيرة المهنية
بدأ حياته المهنية في صحيفة زمان كمراسل، وعمل كمحرر في أكسيون. وبين 1995-1997، عمل محررًا للأخبار الأجنبية في صحيفة زمان بين 1998-2001، ومحررًا عامًا في صحيفة زمان اليومية بين 2002-2008 ومديرًا عامًا لوكالة جيهان الإخبارية ورئيسًا لتحرير صحيفة زمان. هو كاتب عمود في صحيفتي زمان وتودايز زمان اليومية. لقد كتب بشكل رئيسي عن السياسة الخارجية التركية والسياسة العالمية. وهو متحدث متكرر في البرامج التلفزيونية المحلية والدولية. بيليسي هو محرر كتاب «لماذا تركيا؟»، الذي يعرض وجهات نظر مختلفة حول العلاقات بين تركيا والاتحاد الأوروبي.

## فهرس
حرر بيليسي كتابًا بعنوان «لماذا تركيا؟» الذي يجمع وجهات نظر مختلفة حول العلاقات بين تركيا والاتحاد الأوروبي من كلا الجانبين.
بيليسي عضو في رابطة الصحفيين الأتراك، ومؤسسة الصحفيين والكتاب، والرابطة العالمية للصحف.

## بعض مقالاته المنشورة
- كيف يدمر الفساد الديمقراطية: حالة تركيا في عهد أردوغان[7]
- تركيا، حليف الولايات المتحدة، تكمّم وسائل الإعلام[8]
- بمهاجمة جريدتي «زمان»، يغرق أردوغان البلاد في الذهان[6]
- بيليسي: أردوغان في تركيا يُظهر لماذا يجب أن نهتم بحرية الصحافة[9]
- عبد الحميد بيليسي: كيف فقدت تركيا أكبر صحفها[10]
- جينات وسائل الإعلام التركية، كليشيهات الغرب
- مقابلة صحيفة فولكس كرانت الهولندية مع بيليسي حول التوتر في السياسة التركية:
- ماذا لو كانت كارثة سوما في كوريا الجنوبية؟
- المأزقان الجديدان لتركيا
- التطبيع مع السريالية الأرمنية؟
- هل تنفصل تركيا عن نفسها أم يستبعدها الغرب؟
- ما هو مكان الجيش؟

## نشرت بعض أعمدته في صحيفة زمان اليومية
- سوما، إلا في كوريا الجنوبية!
- حسن جمال الآن سيئ أيضًا في نيويورك تايمز!
- بطاقة السياسة الخارجية!

## بعض البرامج التلفزيونية التي حضرها
- الجزيرة الإنجليزية: قصة داخلية - الحرب الأهلية السورية
- بي بي سي نيوزنايت: «لقد كان يومًا مأساويًا لوسائل الإعلام»: محرر زمان السابق
- مقابلة سي بي إس: صياغة ديمقراطية إسلامية[29]
- خبر تورك 13 مارت 2014 - عبد الحميد بيليسي
- 7 مارت 2014 سي إن إن تركيا - ضد الأجندة - عبد الحميد بيليسي
- 13 Mart Bugun TV Güne Bakiş عبد الحميد بيليسي
- 23 Aralık 2013 سكاي نيوز سكاي نيوز عبد الحميد بيليسي
- SamanyoluHaber Abdulhamit Bilici -03 Nisan 2014 - Yerel seçim sonrası Köşk seçim seneryoları
- الحرب الأهلية في سوريا؟
- سي إن إن التركية، وكالة جيهان للأنباء دراسات الانتخابات 2014

## روابط خارجية
- مواقع ويب وكالة أنباء جيهان الرسمية
- عبد الحميد بيليسي على فيسبوك (الحساب التركي)
- عبد الحميد بيليسي على تويتر (الحساب التركي)